# Сезьковский сельский совет (Ичнянский район)
Сезьковский сельский совет (укр. Сезьківська сільська рада) — входит в состав
Ичнянского района
Черниговской области
Украины.
Административный центр сельского совета находится в 
с. Сезьки
.

## Населённые пункты совета
- с. Сезьки
- с. Гейцы
- с. Дзюбовка
- пос. Коломийцево
- с. Тишковка